# كوتش نيويورك
كوتش نيويورك (بالإنجليزية: Coach New York)‏ هي شركة أزياء أمريكية متخصصة في صناعة المنتجات الجلدية مثل الحقائب، أمتعة السفر والزينة الملحقة بالأزياء بالإضافة للملابس الجاهزة، تأسس الشركة في عام 1941.